# Пеликан Беј (Флорида)
Пеликан Беј (енгл. Pelican Bay) насељено је место без административног статуса у америчкој савезној држави Флорида.

## Демографија
По попису из 2010. године број становника је 6.346, што је 660 (11,6%) становника више него 2000. године.
| Група             | 2000.         | 2010.         |
| Белци             | 5.595 (98,4%) | 6.214 (97,9%) |
| Афроамериканци    | 5 (0,1%)      | 7 (0,1%)      |
| Азијати           | 27 (0,5%)     | 50 (0,8%)     |
| Хиспаноамериканци | 52 (0,9%)     | 64 (1,0%)     |
| Укупно            | 5.686         | 6.346         |